# Decidia blapoides
Decidia blapoides är en insektsart som först beskrevs av Ludwig Redtenbacher 1906.  Decidia blapoides ingår i släktet Decidia och familjen Pseudophasmatidae. Inga underarter finns listade i Catalogue of Life.